# ジューン・ブライド (宝塚歌劇)
グランド・ショー『ジューン・ブライド』は宝塚歌劇団雪組の作品。20場。公演期間は1972年6月1日から6月29日まで。併演は『星のふる街』。参考資料は60年史別冊。

## スタッフ
- 作・演出：小原弘宣
- 作曲・編曲：入江薫・中井光晴・寺田瀧雄・吉崎憲治
- 音楽指揮：溝口堯
- 振付：岡正躬・県洋二・山田卓・小井戸秀宅
- 装置：石浜日出雄
- 衣装：任田幾英
- 照明：今井直次
- 小道具：万波一重
- 効果：扇野信夫
- 音響監督：松永浩志
- 演出助手：南明・太田哲則
- 制作：小辻糺

## 主な出演
- 歌う花婿、歌う男：郷ちぐさ
- 歌う花婿、コック：汀夏子
- 歌う花嫁：高宮沙千
- サロンの淑女：美高悠子
- 娘：摩耶明美
- 詐欺師：大路三千緒・岸香織
- 歌う男：景千舟
- 歌う娘：玉梓真紀
- 踊る男：浦路夏子・順みつき・尚すみれ